# Dzordzor
Dzordzor ou Tzortzor (en arménien : Ձորձոր) est un monastère arménien situé dans la province de l'Azerbaijan-e-gharbi, en Iran. Le monastère a connu son apogée au XIVe siècle avant d'être détruit au début du XVIIe siècle lorsque Abbas Ier décide de déporter les Arméniens établis dans cette région.
La chapelle Sainte-Mère-de-Dieu (en arménien Sourp Astvatsatsin) est l'unique vestige du monastère. La construction de cette chapelle cruciforme surmontée en son centre d'une coupole à tambour remonterait aux IXe - Xe siècles, ou au XIVe siècle. En accord avec l'Église apostolique arménienne, le bâtiment a été déplacé de 600 mètres par les autorités iraniennes en 1987-1988, à la suite de la décision d'édifier un barrage sur la rivière Makuchay. Elle a été restaurée et a retrouvé sa coiffe par la même occasion. 
La chapelle figure sur la liste du Patrimoine mondial de l'UNESCO depuis le 6 juillet 2008, aux côtés des monastères Saint-Thaddée et Saint-Stepanos.